# Blaze (gruppo musicale)
I Blaze sono stati un gruppo musicale heavy metal britannico formatosi nel 1999 per iniziativa di Blaze Bayley, ex-cantante dei Wolfsbane e degli Iron Maiden. Dal 2007 Bayley prosegue la carriera solista utilizzando il suo nome completo.

## Storia del gruppo

### Blaze (2000-2007)
La band si è costituita dopo il licenziamento di Blaze Bayley dagli Iron Maiden. La formazione originale comprendeva anche Rob Naylor, Jeff Singer, Steve Wray e John Slater: con questa formazione, i BLAZE pubblicarono due album (Silicon Messiah e Tenth Dimension) e fecero numerose tournée come band di supporto per gruppi come gli Helloween e i Savatage. Questi lavori sono stati ben recensiti dalla critica e hanno permesso al cantante di riprendersi non solo musicalmente ma anche psicologicamente, dopo il licenziamento dagli Iron Maiden.
Dopo la registrazione di As Live as It Gets, il loro primo album live, Jeff Singer annunciò di voler lasciare la band, e venne presto seguito dal bassista Rob Naylor. I Blaze ingaggiarono dei session men (Phil Greenhouse alla batteria e Wayne Banks al basso) per finire il tour, e ben presto anche John Slater abbandonò la band, sostituito alla chitarra da Jason Banks.
Alla fine del 2003, il gruppo cominciò ad incidere il loro terzo album studio, Blood and Belief, e Phil Greenhouse fu sostituito alla batteria da Jason Bowld per le registrazioni e Dave Knight per il tour. Nel frattempo, anche Steve Wray abbandonò il gruppo per formarne uno nuovo con John Slater, i Rise to Addiction. Rimasta priva di ogni componente della formazione originale, ad eccezione di Bayley, la band fu costretta a ricominciare daccapo.
Tra il 2004 e il 2005, la band effettua una serie di concerti con una formazione composta da Bayley, Oliver Palotai, Luca Princiotta, Nick Douglas e Dani Loeble, ma agli inizi del 2005 quest'ultimo abbandonò il gruppo per unirsi agli Helloween. Poco dopo, anche Nick Douglas lasciò i Blaze per ritornare al suo gruppo originario, i Doro. I due vennero sostituiti da Daniel Schild e Christian Amman, due musicisti tedeschi: con questa formazione i Blaze lavorarono all'incisione di un nuovo album studio, ma nel gennaio 2007 tutta i membri dovettero abbandonare la band a causa di seri problemi finanziari generati dal management, e lasciando Bayley da solo a dover ricominciare daccapo un'altra volta.

### Blaze Bayley (2007-oggi)
Chiusa l'era Blaze il cantante fonda una nuova band chiamata semplicemente con il suo nome: Blaze Bayley Band (BBB) che nella sua primissima incarnazione realizza un DVD, "Alive in Poland". Trovata successivamente una formazione stabile e particolarmente coesa (i fratelli colombiani David Bermudez e Nico Bermudez, ex Underthtreat rispettivamente basso e chitarra, Jay Walsh ex Fourwaykill alla seconda chitarra e Lawrence Paterson ex Chokehold, successivamente rimpiazzato dall'italiano Claudio Tirincanti, alla batteria), inciderà in particolare due album "The Man Who Would Not Die e "Promise and Terror" oltre ad alcune pubblicazioni live. A cavallo fra i due dischi, nel luglio 2008 Blaze si è trovato costretto a vegliare sulle condizioni della moglie Debbie Hartland, ricoverata in un ospedale in seguito a una grave ischemia cerebrale che l'ha colpita nella loro casa. Il 27 settembre 2008 il sito ufficiale di Blaze dà la triste notizia della sua scomparsa a causa di una seconda ischemia.
La donna, oltre ad essere la moglie del singer, è stata anche la manager del gruppo, e stava ultimando l'organizzazione del tour. In seguito a questa tragedia, Blaze ha ammesso di voler proseguire immediatamente con la vita on the road, perché è ciò che la sua consorte avrebbe desiderato, cancellando solo alcune date per poterle stare accanto. Molte di queste vicende sono narrate nella biografia semi-ufficiale del singer, "At The End Of The Day", scritta dal batterista Larry Paterson.
La Blaze Bayley Band gira il mondo ininterrottamente per due anni e mezzo. Il 29 marzo 2011 il singer in persona, dal suo sito web, annuncia però a sorpresa la separazione da questa line-up per motivi "finanziari e di salute", dichiarando l'impossibilità economica di tenere in vita una formazione a tempo pieno nella quale due membri - i fratelli Bermudez - sono costretti più volte l'anno a rientrare in Colombia a spese della band per rinnovare i propri permessi di soggiorno per l'Europa, a volte con tempistiche interminabili che costringono a sostituzioni last minute dei musicisti (spesso al loro posto si esibiranno Chris e Luke Appleton della band Fury Uk oltre a Dave Andrews che più tardi entrerà nella formazione).
Blaze annuncia comunque la volontà di proseguire la sua carriera solista ma collaborando di volta in volta con diversi musicisti. La prima formazione ufficiale dal vivo ha visto la conferma di Claudio Tirincanti alla batteria, il ritorno di Dave Andrews (membro live in alcune date del 2009) alla chitarra, e l'innesto dei belgi Steve Deleu e Nick Meganck rispettivamente alla seconda chitarra e al basso. Alla fine dell'anno viene annunciato che gli stessi musicisti costituiranno anche la live band di Ripper Owens, ex singer dei Judas Priest. Nel frattempo Bayley e la sua nuova compagna, Eline, danno il benvenuto alla propria primogenita Alice, venuta alla luce nel 2011. La coppia convolerà a nozze due anni dopo, nell'agosto 2013.
I progetti portati avanti nel 2011 da Blaze Bayley sono stati molteplici: un tour acustico (accompagnato in Inghilterra dal fedele amico e chitarrista dei Wolfsbane Jase Edwards e in Italia da Andrea Neri), e la prima tournée sul suolo americano dai tempi dei Maiden (accompagnato dalla band canadese Man The Destroyer e dal chitarrista statunitense Rick Plester, che diventerà un occasionale collaboratore di Bayley). Parallelamente il cantante si esibisce nuovamente in numerose date live e giunge all'incisione di nuovo materiale con la sua prima band ormai stabilmente riunita, i Wolfsbane. Un nuovo disco solista di Blaze Bayley è previsto per il 2012.
Il 2012 è un'annata altrettanto intensa. Bayley a febbraio affronta un tour in Russia assieme all'altro ex cantante degli Iron Maiden, Paul Di'Anno e presenta un nuovo lavoro in studio: "The King of Metal" (tributo ai fans, che Bayley definisce "i soli re dell'heavy metal") promosso da un massiccio tour mondiale. Il disco, registrato fra i Fear Studio di Ravenna e l'Olanda, e mixato in parte da Tony Newton nello studio del leader degli Iron Maiden Steve Harris, in parte da Rick Plester negli Usa e in parte da Raoul Soentken nei Paesi Bassi, ha visto la partecipazione di tre musicisti italiani: il fidato Claudio Tirincanti, il chitarrista Andrea Neri (della prog metal band romana Astarte Syriaca), il bassista Matteo "Lehmann" Grazzini (dei thrasher bolognesi Neurasthenia). Completa la formazione il chitarrista Thomas Zwijsen, giovane talento olandese diventato un fenomeno sul web per i video dei suoi riarrangiamenti classici dei pezzi degli Iron Maiden. Zwijsen risulta coautore di gran parte dei brani assieme allo stesso Bayley. La stessa formazione che ha registrato l'album è anche a tutti gli effetti la nuova live band del cantante britannico, che fra marzo e maggio affronta un tour europeo di oltre 60 date. Il 2012 è fitto di impegni: a luglio un tour acustico in compagnia di Thomas Zwijsen, in ottobre un mini-tour con i Wolfsbane, a novembre un ulteriore co-headlining tour assieme a Paul Di'Anno (Europa dell'Est, Australia e Nuova Zelanda).
Nel 2013 oltre alla consueta, intensissima attività live (in particolare con Di'Anno) dà vita a nuovi tour acustici in Brasile (con Zwijsen e la violinista olandese Anne Bakker), Europa ed Usa. Negli States Bayley si esibisce col progetto The Foundry, all-star band che vede coinvolti il chitarrista Rick Plester (Black Symphony), il bassista John Moyer (Adrenaline Mob, Disturbed, Queensrÿche) e il batterista degli Scorpions, James Kottak. 
Nello stesso anno, a suggellare l'esperienza acustica, esce l'EP "Russian Holyday" della coppia Bayley-Zwijsen con rivisitazioni unplugged di alcune canzoni della carriera solista di Blaze, canzoni degli Iron Maiden e l'inedito "Russian Holyday".

#### Partnership con gli Absolva
Il cantante annuncia quindi per novembre 2013 l'uscita di "Soundtracks of my life", doppio best of con cui Bayley intende celebrare i 30 anni dietro al microfono. Ci sono anche due inediti ("Hatred" e "Eating Children") che Bayley ha scritto e inciso con Rick Plester e per i quali vengono girati due videoclip promozionali. L'album sarà seguito da un tour mondiale nel 2014. Per la parte europea del tour di "Soundtracks of my life" i musicisti che accompagnano Blaze sono i membri della band inglese Absolva: Chris Appleton (chitarra, già con Blaze in alcune apparizioni live), Dan Bate (basso, poi sostituito temporaneamente da Luke Appleton, fratello di Chris e musicista dei blasonati Iced Earth, quindi da Karl Schramm) e Martin McNee (batteria). Con gli Absolva viene registrato il DVD Live in Prague che contiene un concerto del Soundtracks of My Life European Tour più altri bonus. Nel frattempo in Slovacchia e Germania, con altri musicisti, Blaze dà vita ad alcuni show esclusivi incentrati su brani del suo periodo negli Iron Maiden, celebrando così i 20 anni dal suo ingresso nella Vergine di Ferro. In inverno il cantante ritorna in Sudamerica, Canada e Usa. In quest'ultimo Paese torna ad esibirsi con l'all-star band The Foundry assieme a Plester, Moyer e al batterista dei Twisted Sister A.J. Pero (in alcune date sostituito da Bobby Jarzombek). Nel 2015 in Sudamerica effettua un breve tour sotto l'egida "Metal Singers" assieme ai colleghi vocalist Udo Dirkschneider, Ripper Owens e Mike Vescera.
Nel 2016 vede la luce il nuovo album "Infinite Entanglement", un concept che ritorna alle tematiche sci-fi degli esordi, scritto e registrato con i musicisti degli Absolva. "Human" è il primo singolo e videoclip del nuovo disco. Blaze effettuerà un lungo tour mondiale, esibendosi anche come ospite dei Disturbed al Download Festival e negli Usa assieme ai cantanti Geoff Tate e Tim Owens nel progetto "Trinity". Un anno dopo arriva il nuovo album "Endure and Surive - Infinite Entanglement part II", secondo capitolo della trilogia. Il primo singolo è video è proprio la title track. "The Redention of William Black" nel 2018 completa la trilogia, seguito lo stesso dall'album acustico "December Wind" con cui si rinnova la collaborazione con Thomas Zwijsen.

## Formazione

### Formazione attuale
- Blaze Bayley - voce (1999-oggi)
- Chris Appleton - chitarra, cori (2009-2010, 2014-oggi)
- Luke Appleton - chitarra, basso, cori (2009-2010, 2014, 2018-2019, 2021-present)
- Karl Schramm - basso, cori (2014-oggi)
- Martin McNee - batteria (2014-oggi)

### Ex componenti

#### Chitarre
- Steve Wray e John Slater (marzo 1999-settembre 2004)
- Steve Wray e Jason Banks (ottobre 2003-gennaio 2004)
- Luca Princiotta e Oliver Palotai (ottobre 2004-gennaio 2007)
- Nicolas Bermudez e Rich Newport (marzo-novembre 2007)
- Nicolas Bermudez e Jay Walsh, occasionalmente Dave Andrews o Chris Appleton (novembre 2007-marzo 2011)
- Steve Deleu e Dave Andrews (aprile 2011-dicembre 2011)
- Thomas Zwijsen e Andrea Neri (gennaio 2012-dicembre 2012)
- Chris Appleton (poi con Luke Appleton) (dicembre 2013-oggi)

#### Basso
- Rob Naylor (marzo 1999-aprile 2003)
- Wayne Banks (aprile 2003-settembre 2004)
- Jason Banks (giugno 2003)
- Nick Douglas (ottobre 2004-dicembre 2005)
- Christian Ammann (dicembre 2005-gennaio 2007)
- Glyn Sheperd (occasionalmente 2007)
- David Bermudez (marzo 2007-marzo 2011)
- Dave Andrews (occasionalmente 2009)
- Luke Appleton (occasionalmente 2010)
- Nick Meganck (aprile 2011-dicembre 2011)
- Matteo "Lehmann" Grazzini (gennaio 2012-dicembre 2012)
- Dan Bate (dicembre 2013-agosto 2014)
- Luke Appleton (agosto 2014-novembre 2014)
- Karl Schramm (dicembre 2014-oggi)

#### Batteria
- Jeff Singer (marzo 1999-gennaio 2003)
- Phil Greenhouse (gennaio-dicembre 2003)
- Jason Bowld (gennaio-settembre 2004, studio)
- Dave Knight (gennaio-settembre 2004, live)
- Daniel Löble (ottobre 2004-dicembre 2005)
- Daniel Schild (dicembre 2005-gennaio 2007)
- Rico Banderra (marzo-maggio 2007)
- Lawrence Paterson (novembre 2007-aprile 2010)
- Paul White (guest dal vivo 2010)
- Claudio Tirincanti (aprile 2010-dicembre 2012)
- Martin McNee (dicembre 2013-oggi)

## Discografia

### Album in studio
- 2000 - Silicon Messiah
- 2002 - Tenth Dimension
- 2004 - Blood and Belief
- 2008 - The Man Who Would Not Die
- 2010 - Promise and Terror
- 2012 - The King of Metal
- 2013 - Soundtracks of My life
- 2016 - Infinite Entanglement
- 2017 - Endure and Survive - Infinite Entanglement pt II
- 2018 - Endure and Survive - Infinite Entanglement pt III
- 2018 - December Wind

### Live
- 2003 - As Live as It Gets
- 2007 - Alive in Poland
- 2009 - The Night That Will Not Die
- 2014 - Live in Prague
- 2019 - Live in France

### DVD
- 2007 - Alive in Poland
- 2009 - The Night That Will Not Die
- 2014 - Live in Prague
- 2019 - Live in France